# 55 del Cigne
55 del Cigne (55 Cygni) és una estrella supergegant blava a la constel·lació del Cigne. Hom creu que és membre de l'associació estel·lar Cygnus OB7 al voltant d'aproximadament 2.700 anys llum.
La seva magnitud aparent és de 4,86, però és lleugerament variable i l'estrella també s'anomena V1661 Cyg. Quan es va analitzar per primera vegada, es va classificar com una variable supergegant irregular, però estudis posteriors l'han tractat com una variable Alfa Cygni. Mostra pulsacions amb períodes múltiples d'unes poques hores a 22 dies, i amb modes p i g. A part dels modes p i g, també s'han trobat modes estranys i inestabilitats associades en els models d'aquesta estrella. L'espectre també mostra variacions, donant lloc a diferents classificacions per a l'estrella.
Les propietats exactes de 55 Cygni no es coneixen amb precisió i també són variables. És una supergegant lluminosa calenta centenars de milers de vegades més lluminosa que el sol. Aquesta estrella era originalment un estàndard per al tipus espectral B3 Ia.
El tipus de pulsacions que exhibeix 55 Cyg suggereixen que anteriorment era una supergegant vermella que ha vessat les seves capes externes. S'espera que els supergegants vermells més massius passen per una fase de supergegant blau abans de convertir-se en una estrella de Wolf-Rayet i, finalment, explotar com a supernova de tipus Ib o Ic.